# Parque nacional Bahía Jervis de Nueva Gales del Sur
El Parque Nacional Bahía Jervis de Nueva Gales del Sur (New South Wales Jervis Bay National Park) es un parque nacional en Nueva Gales del Sur (Australia), ubicado a 129 km al suroeste de Sídney.
La Bahía Jervis acoge gran cantidad de flora y fauna nativa australiana, que incluye canguros, koalas, y la visita frecuente de cacatúas negras.

## Ficha
- Área: 12 km²
- Coordenadas: 34°58′23″S 150°41′11″E / -34.97306, 150.68639
- Fecha de Creación: 15 de marzo de 1995
- Administración: Servicio Para la Vida Salvaje y los Parques Nacionales de Nueva Gales del Sur
- Categoría IUCN: II